# The Beatles (No. 1)
The Beatles (No. 1) is de derde ep van de Britse band The Beatles. Het is uitgebracht door Parlophone en verscheen enkel in mono. De ep kwam enkel in het Verenigd Koninkrijk, Argentinië en Nieuw-Zeeland op de markt.
The Beatles (No. 1) bestaat uit de eerste vier nummers van Please Please Me, dat eerder in 1964 als debuutalbum van The Beatles verscheen. De foto op de hoes van deze ep werd genomen op dezelfde dag als de hoezen van Please Please Me en het compilatiealbum 1962-1966. De ep behaalde de tweede plaats van de Britse hitlijst voor ep's en bleef 29 weken in deze lijst staan.

## Tracks
| Nr. | Titel                                       | Duur |
| --- | ------------------------------------------- | ---- |
| 1.  | I Saw Her Standing There (Lennon-McCartney) | 2:55 |
| 2.  | Misery (Lennon-McCartney)                   | 1:47 |

| Nr. | Titel                               | Duur |
| --- | ----------------------------------- | ---- |
| 1.  | Anna (Go to Him) (Arthur Alexander) | 2:54 |
| 2.  | Chains (Gerry Goffin, Carole King)  | 2:23 |